# Tarenter Ragwurz
Die Tarenter Ragwurz (Ophrys tarentina Gölz & H.R.Reinhard) ist eine Art der Gattung Ragwurzen (Ophrys) und damit der Familie der Orchideen. Sie blüht von März bis April.

## Merkmale

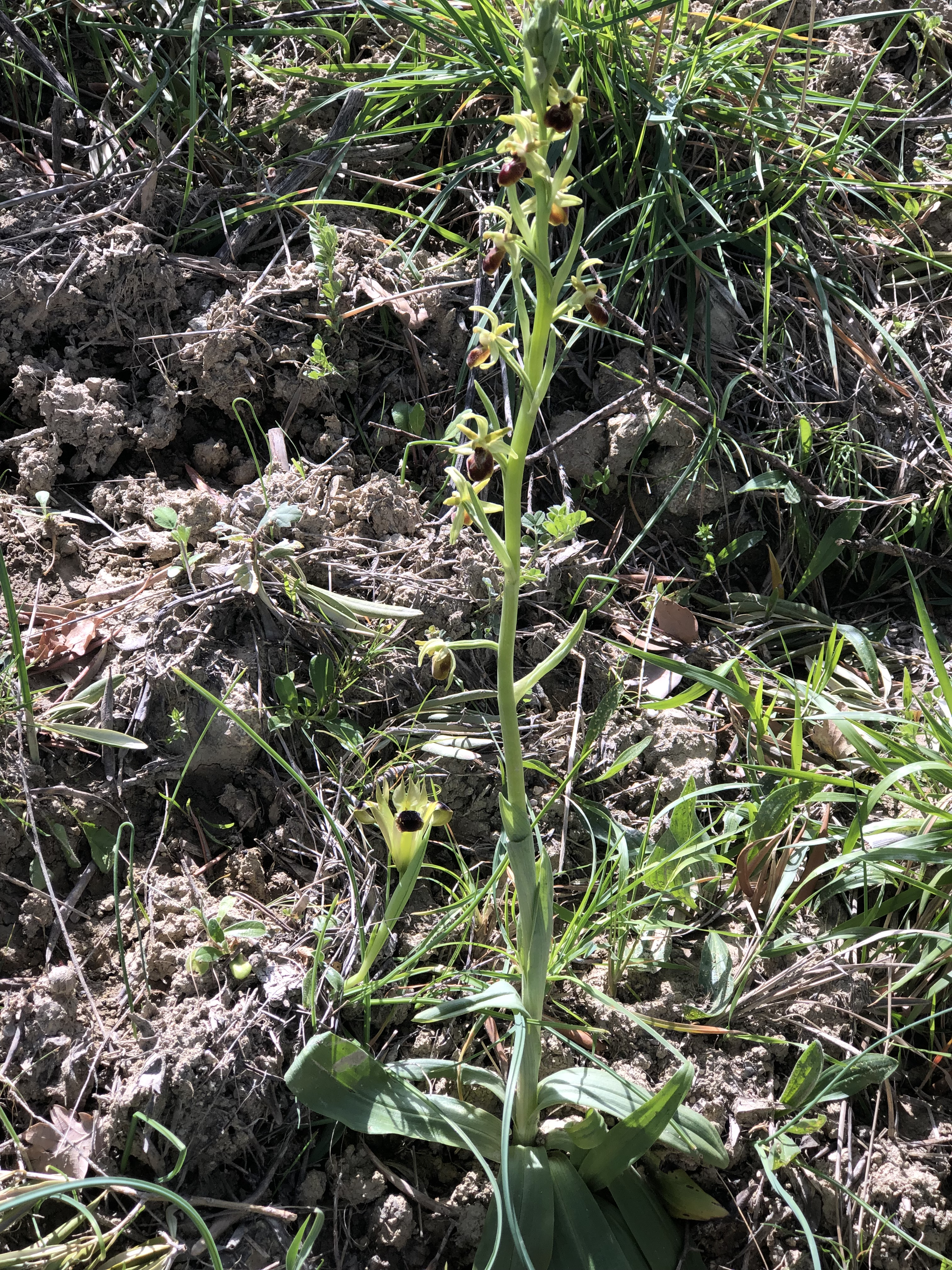
Habitus

Diese mehrjährige krautige Pflanze erreicht Wuchshöhen zwischen 10 und 30 cm. Der Blütenstand umfasst drei bis acht Blüten. Die Kelchblätter sind stets grün und die am Rand gewellten Kronblätter gelbgrün, manchmal rötlich gefärbt. Die Lippe erscheint schwarz- bis rötlichbraun. Sie ist rundum mit langen zottigen Haaren besetzt, nur der gelblich gefärbte Rand ist kahl.

## Standort und Vorkommen
Man findet diese Orchidee auf Magerrasen, Garriguen und selten auch in lichten Wäldern mit mäßig trockenen, skelett- und basenreichen Böden von einer Meereshöhe von 10 Metern bis zu einer Meereshöhe von 550 Metern. Die Art kommt vor allem im Süden Italiens, in Apulien, der Basilicata und im nördlichen Kalabrien vor.

## Ökologie
Als Bestäuber wurde die Biene Osmia tricornis beobachtet.

## Taxonomie
Die Tarenter Ragwurz wurde 1982 durch Erich Gölz und Hans R. Reinhard in Mitteilungsblatt, Arbeitskreis Heimische Orchideen Baden-Württemberg Band 14 Teil 1, Seite 25 als Ophrys tarentina erstbeschrieben. Sie ist nach POWO eine Hybride zwischen Ophrys bertolonii und Ophrys sphegodes und ein Synonym von Ophrys x flavicans Vis.